# 잔 에뷔테른
잔 에뷔테른(프랑스어: Jeanne Hébuterne, 1898년 4월 6일 ~ 1920년 1월 26일)은 프랑스의 화가이며, 이탈리아 화가 아메데오 모딜리아니의 아내이다.

## 생애
파리의 로마 가톨릭 신자 집안에서 태어났으며, 그의 아버지는 백화점에서 일하는 사람이었다. 그녀는 무척 미인이었으며, 그녀의 오빠 앙드레 에뷔테른에 의해 몽파르나스에 있는 예술학회에 들어가게 된다. 그녀는 굶주린 예술가들을 만났으며 후지타 쓰구하루의 그림 모델이 되기도 했다. 그림에 재능이 있었던 잔 에뷔테른은 아카데미 콜라로시에 들어가 공부를 했다. 1917년 봄, 조각가 샤나 오를로프에 의해 이탈리아 화가 모딜리아니를 소개받았고, 그의 그림 모델이 되기도 했다. 잔느는 그에게 호감을 느꼈으며 깊이 사랑하게 되었지만 가톨릭 신자인 부모님의 반대에 부딪혔다. 그러나 부모님의 반대에도 그녀는 모딜리아니를 따랐으며, 1918년 11월 29일 딸 잔느(1918년 11월 29일 ~ 1984년 7월 27일)를 낳았다. 그러나 모딜리아니의 건강은 점차 나빠져갔고, 결국 1920년 1월 24일 사망하게 된다. 당시 잔느는 임신 중이었는데, 슬픔을 이기지 못하고 이틀 뒤인 1월 26일 5층 건물에서 뛰어내렸다. 당시 잔느의 가족은 모딜리아니가 죽었다고 해서 따라 죽은 것을 비난했으나 10여 년 후 그녀의 가족들은 잔느를 페르 라 셰즈에 있는 모딜리아니의 옆에 묻어주었다.

## 갤러리

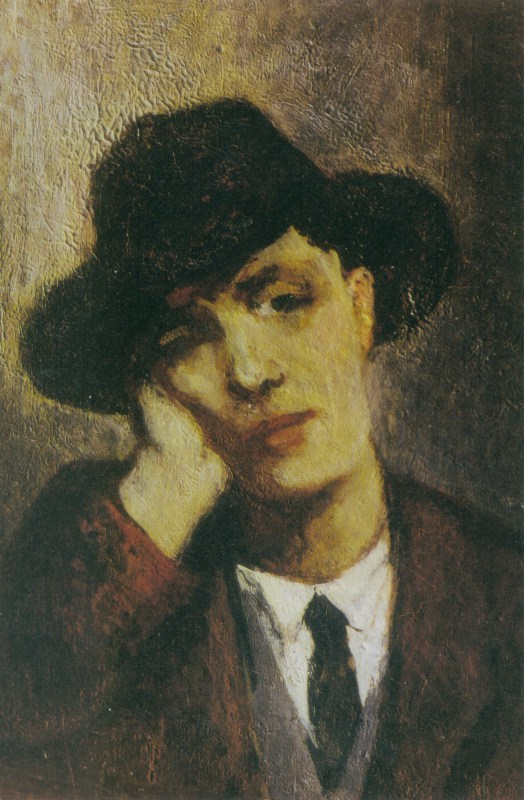
1919년 잔 에뷔테른이 그린 모딜리아니
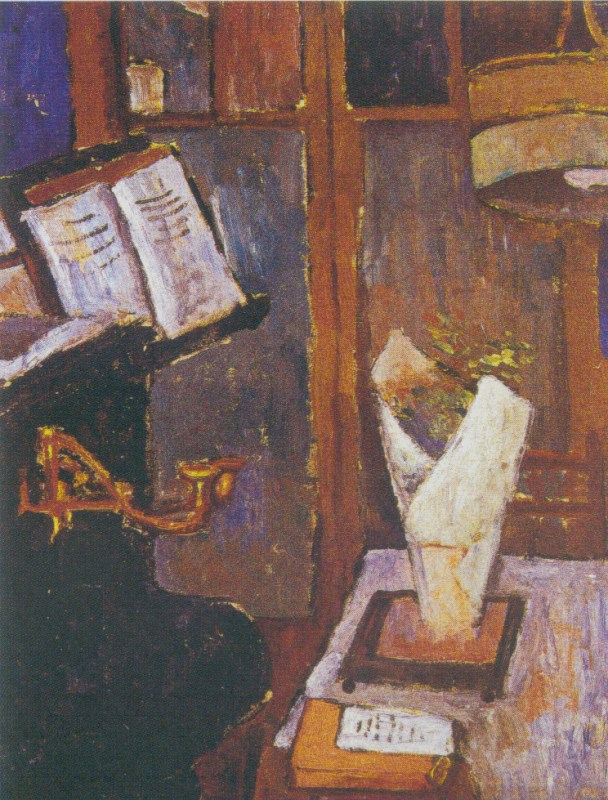
Natura morta
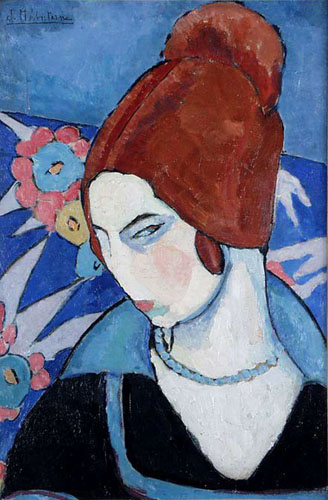
Self portrait, 1916